# Агузарова, Жанна Хасановна
Жанна Хаса́новна Агуза́рова (род. 7 июля 1962, Туртас, Тюменская область) — советская и российская певица, композитор и музыкальный продюсер, бывшая солистка группы «Браво», сделавшая сольную карьеру. В средствах массовой информации Жанну Агузарову называют королевой русского рок-н-ролла, а за крайне эксцентричный, на грани китча, стиль — «богиней эпатажа». В своих немногочисленных интервью нередко говорит о своём внеземном происхождении и «внутренних связях» с марсианами.

## Биография

### Юные годы
Жанна Агузарова родилась 7 июля 1962 года в посёлке Туртас Уватского района Тюменской области в семье Хасана Агузарова, осетина по национальности, и его супруги Людмилы Савченко. По сообщению её матери, она родила дочь в Казахской ССР в 1963 году. Через полгода после её рождения родители расстались, и с отцом Агузарова больше не виделась.
Агузарова провела детство в селе Боярка Колыванского района Новосибирской области, где её мать работала фармацевтом. В детский сад она ходила в Узбекской ССР, куда переехала с матерью, которая получила там работу. Затем семья вернулась в Новосибирскую область, где она пошла в первый класс. Через несколько лет Людмила Савченко вышла замуж за учителя физкультуры Леонида, вместе с которым переехала в Тюменскую область, где Агузарова окончила среднюю школу. По другим данным, она окончила школу в посёлке Колывань Новосибирской области. Когда Агузаровой было 13 лет, родился её единоутробный брат Дмитрий. После окончания школы Агузарова поступила в театральное училище в Ростове-на-Дону, которое бросила спустя год учёбы. Из-за того, что певица старательно скрывает подробности биографии, в разных источниках можно встретить разные версии.
Агузарова безуспешно пыталась поступить в несколько театральных учебных заведений в Новосибирске, Ростове-на-Дону и Свердловске. Некоторое время она жила в Ростове-на-Дону. В 1982 году Агузарова приехала в Москву, где безуспешно пыталась пройти конкурс в ГИТИС и музыкальное училище имени Гнесиных. Чтобы получить место в общежитии она поступила в ПТУ № 187 для обучения на маляра. Однако уже вскоре она вошла в московские богемные круги, где была известна под псевдонимом Иванна (позже — Ивонна) Андерс. По словам самой Агузаровой, пришлось жить под псевдонимом из-за отсутствия собственного паспорта, в поддельном же исправила имя с «Иван» на «Иванна», выдавая себя за дочь шведских дипломатов. Агузарова пыталась устроиться в качестве солистки в группу «Крематорий», но отказалась от участия в проекте

### Группа «Браво»
В 1983 году на одной из рок-н-ролльных московских тусовок она познакомилась с гитаристом Евгением Хавтаном, который пригласил её в качестве вокалистки в создаваемую им музыкальную группу. Новый коллектив получил название «Браво», которое придумала Агузарова. Первые репетиции прошли в сентябре 1983 года, а первые выступления состоялись в конце ноября. Коллектив отличался от остальных внешним образом, женским вокалом и стилевой направленностью. Дебютное выступление группы состоялось в диско-кафе в пристройке олимпийского велодрома «Крылатское» 23 декабря.
В феврале 1984 года был записан дебютный магнитоальбом, состоявший из шести композиций в стиле «новая волна», твист и регги: «Кошки», «Жёлтые ботинки», «Верю я», «Медицинский институт», «Звёздный каталог» и «Як». В начале марта того же года группа дебютировала на ленинградском телевидении в главной дискотеке города «Невские звёзды», на которой Агузарова исполнила песню «Верю я».
18 марта 1984 года Агузарова была задержана на концерте в ДК «Мосэнерготехпром» вместе с группой. Из-за обнаружения у певицы паспорта на имя «Ивоны Андерс», под которым она выступала, её сначала поместили в Бутырскую тюрьму, затем в Институт судебной психиатрии им. Сербского, где признали вменяемой и выслали на полтора года на принудительные работы в Сибирь. Агузарова вернулась в родное село в Тюменской области к матери и отчиму, где работала в леспромхозе приемщицей.
Вернувшись в Москву летом 1985 года, Агузарова поступила в музыкальное училище и продолжила работу в группе «Браво». После её возвращения группе удалось добиться легального статуса и вступить в «Московскую рок-лабораторию». В конце года был выпущен второй магнитоальбом группы, состоящий из семи песен: «Открытие», «Чудесная страна», «Ленинградский рок-н-ролл», «Марсианка», «Пиранья», «Синеглазый мальчик» и «Чёрный кот».
В начале марта 1986 года благодаря знакомству с Аллой Пугачёвой «Браво» пригласили в ленинградскую телепередачу «Музыкальный ринг», выпуск которой вышел в эфир 12 мая. 4 мая группа получила приз зрительских симпатий на фестивале «Рок-панорама-86», где Агузарова выступила с песней «Жёлтые ботинки», а 23 мая стала лауреатом на фестивале «Литуаника-86» в Вильнюсе. 30 мая певица вместе с «Браво» выступила на сцене крытого стадиона спорткомплекса «Олимпийский» в концерте «Счёт № 904», сбор от которого пошёл в фонд помощи Чернобылю. В том же году Агузарова недолго сотрудничала с группой «Ночной проспект», результатом которого стал совместный альбом
В декабре 1987 года фирма «Мелодия» выпустила первый в СССР официальный релиз «Браво» — грампластинку «Ансамбль „Браво“», которая содержала перезаписанные песни из двух первых магнитоальбомов, а также несколько новых номеров: «Розы» и «Старый отель». В новогоднюю ночь 1988 года в эфире Центрального телевидения СССР была показана телевизионная версия песни «Замыкая круг», в записи которой Агузарова принимала участие вместе с многими известными тогда рок-музыкантами и исполнителями.
Песня «Чудесная страна» в исполнении Агузаровой была включена в саундтреке к фильму «Асса», вышедшему на экраны 16 сентября 1988 года. В 1986—1988 годах, по итогам хит-парада «Звуковая дорожка», певица занимала 3-е место в списке самых популярных певиц в СССР после Софии Ротару и Аллы Пугачёвой. В то время начал формироваться эксцентричный образ певицы, за который её начали называть «королевой эпатажа». Певица стала красить волосы в яркие цвета, делать замысловатые прически, надевать необычные костюмы и носить броский макияж. В своих немногочисленных интервью Агузарова стала говорить о своих прошлых жизнях, внеземном происхождении и «внутренних связях» с марсианами. К концу 1987 года у музыкантов группы «Браво» испортились отношения с Агузаровой, предпочитавшей оставаться в андеграунде, и исполнительница покинула коллектив, занявшись сольной карьерой.

### Сольная карьера

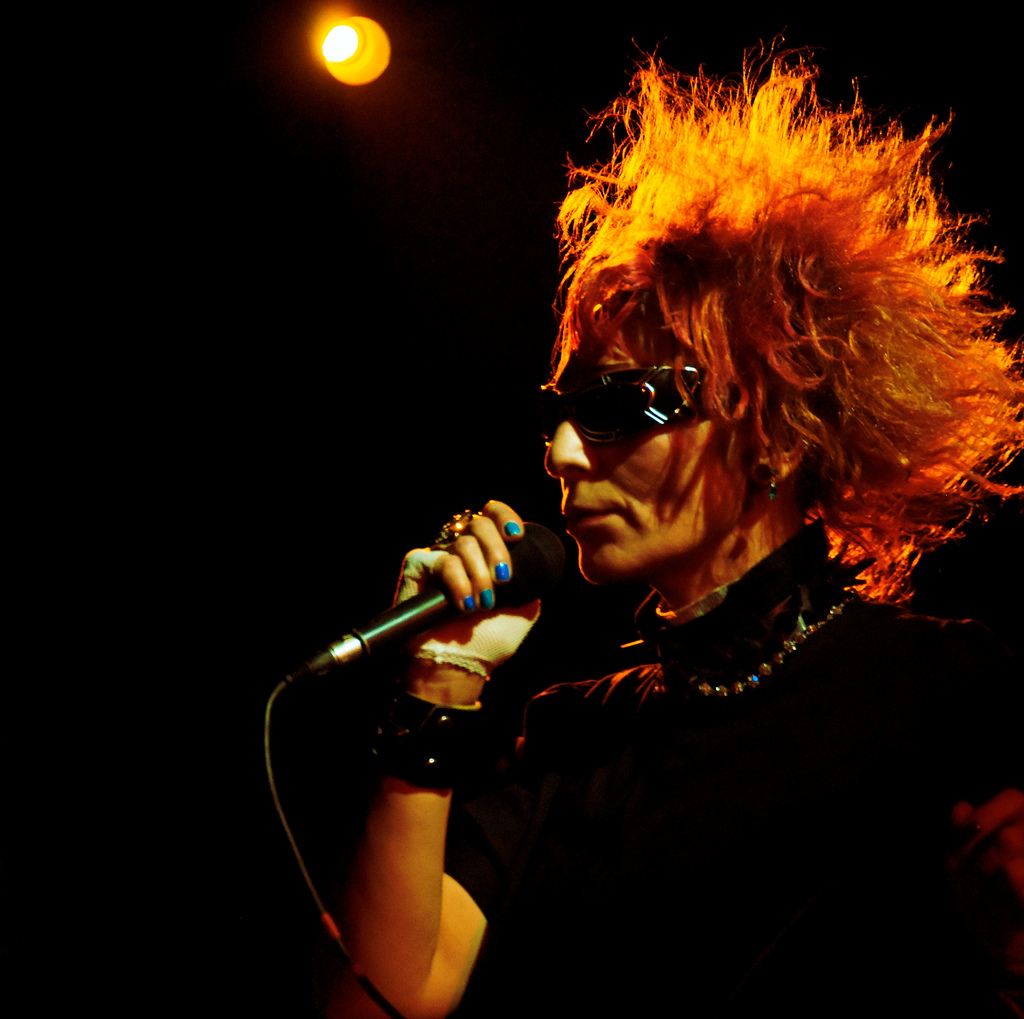
Агузарова на концерте в Москве в 2007 году

В 1989 году Агузарова выступила с новыми песнями «Незабудка», «Звезда» и «Марина» в программе «Музыкальный ринг». В 1990 году певица окончила отделение народного пения музыкального училища имени Ипполитова-Иванова, записала сольный «Русский альбом» и недолгое время работала в Театре Аллы Пугачёвой. В 1991 году она переехала в Лос-Анджелес, где некоторое время работала солисткой музыкального ансамбля ресторана «Black sea». В США в 1993 году Агузарова записала вместе с Василием Шумовым альбом ремейков песен группы «Центр» под названием «Nineteen Ninety’s», а перед этим, в 1992 году, участвовала в записи альбома Шумова «Тектоника». Подробности жизни певицы в США малоизвестны, однако известно, что она окончила курсы диджеев и выступала под псевдонимом Missis Nineteen Ninety’s, а затем работала водителем лимузина в Международном центре знаменитостей. В Лос-Анджелесе увлекалась японским театром Кабуки. Публицист и писатель Игорь Свинаренко подтверждает эту версию:
Помню в лихие 90-е, наезжая в Калифорнию на вручение «Оскаров», я пару раз там совершенно случайно встретил Жанну Агузарову, обладательницу волшебного голоса, которая, надо же, работала «лимодрайвером». Говорят, она таки вернулась к нам сюда и поёт, утомившись баранку крутить.
В 1990-е Агузарова периодически приезжала в Россию и выступала на концертах группы «Браво». В 1993 году Агузарова приняла участие в турне группы по странам бывшего СССР, посвящённом 10-летию коллектива, в рамках которого было дано 32 концерта. В 1996 году вместе с группой «Браво» приняла участие в предвыборной акции Бориса Ельцина «Голосуй, или проиграешь», после чего решила остаться в Москве. В том же году Агузарова была признана лучшей певицей 1996 года по опросу журнала «ОМ». В ночь с 31 декабря 1996 на 1 января 1997 года Агузарова появилась на телеканале ОРТ в музыкальном фильме «Старые песни о главном 2», где исполнила роль прогрессивной певицы из США на «Голубом огоньке». В 1998 году к 15-летию «Браво» певица совместно с Валерием Сюткиным записала песню «До свидания», и отправилась в юбилейный тур группы, но, выступив лишь в пяти концертах, уехала в Москву. Агузарова часто красила волосы в яркие цвета, делала замысловатые прически, надевала необычные костюмы и носила броский макияж.
В 2001 году Агузарова выступила в спортивном комплексе «Олимпийский» на фестивале «Максидром». Певица опоздала на три часа и появилась на сцене уже после официального окончания мероприятия. По сообщению организаторов, во время выступления Агузарова вела себя крайне непрофессионально, и ей в итоге отключили микрофон. После этого Агузарову не приглашали на крупные площадки и её концерты проходили в основном в клубах. В 2003 году вышел новый альбом певицы «Back2Future», состоящий из 16 песен. В последующие годы Агузарова давала концерты на площадках таких клубов, как «Шестнадцать тонн», «Точка», «Клуб на Брестской», Б1 Maximum и Б2, репертуар которых составляли песни из «Русского альбома» и хиты группы «Браво».
В 2011 году Агузарова озвучила марсианку Ки, одну из главных персонажей анимационного научно-фантастического фильма студии Walt Disney Pictures «Тайна красной планеты». В июле 2013 года Агузарова приняла участие в московском музыкальном фестивале «Пикник „Афиши“» в Коломенском.
В начале сентября 2020 года на цифровых платформах был выложен новый альбом «Королева Сансета», включающий в себя как ранее официально не издававшиеся, но знакомые песни, так и несколько треков, уже выходивших на сборниках «The Best» и «Back2Future». Самая ранняя запись («Не упрекай») датирована 1989 годом и прозвучала в программе «Музыкальный ринг», самые поздние — сделаны в первой половине 2000-х («Королева Сансета», «Далеко», «Музыкант» и др.). Все песни написаны Агузаровой, за исключением «Не упрекай» (музыка и слова — Валерий Зуйков) и «Радуга» (совместная работа с группой «Dub TV»; музыка — Александр Антонов, соавтор текста — Жанна Агузарова). Работала над пластинкой проходила в Санкт-Петербурге, Москве, а также Стокгольме, Лондоне и Лос-Анджелесе.
В 2021 году Агузарова представила цифровой альбом «Будь со мной» с 12 треками. В июне 2022 году она впервые за семь лет дала полноценный сольный концерт в Зелёном театре на ВДНХ в Москве. В августе 2023 года Агузарова сообщила, что записала новую композицию «На чёрном небе звезды».

## Личная жизнь
В 1980-е Агузарова была замужем за учёным-океанологом Ильей Кабатченко, с которым рассталась перед отъездом в США, а официальный развод был оформлен уже после её возвращения в Россию в 1996 году.
В 1986 году Агузарова познакомилась с директором группы «А’Студио» Николаем Полтораниным, с которым вскоре начала встречаться. В 1991 году они вместе уехали в США. Пара рассталась в 1996 году, так как Агузарова вернулась в Россию, а Полторанин остался жить в США.
Детей у Агузаровой нет. Она живёт в Москве и ведёт затворнический образ жизни, может месяцами не выходить из квартиры.

## Награды
- Золотая медаль за вклад в дело мира (Корея)[48].
- Почётный гражданин города Cernusco (Италия).
- Лауреат премии Муз-ТВ в номинации «За вклад в музыкальную индустрию» (2013)[49].

## Дискография
C группой Браво:
- 1987 — BRAVO
- 1987 — Ансамбль Браво
- 1987 — Группа Браво
- 1993 — Жанна Агузарова и «Браво» 1983—1988
- 1994 — Live in Moscow
- 1995 — Песни разных лет
- 1998 — Хиты про любовь, треки 7 «Сон-обман» и 13 «До свидания»

Официальные сольные альбомы:
- 1990 — «Русский альбом» (Первое издание, выпущено с нарушением Издателем авторских прав)
- 1993 — «Nineteen ninetee’s» (с Василием Шумовым)
- 1999 — «The Best»
- 2000 — «Русский альбом» (Второе издание, выпущено при полном участии Жанны Агузаровой и под её контролем, альбом был переиздан в 2003 и 2004 годах, содержит разные бонус-треки)
- 2003 — «Back2Future»
- 2020 — «Королева Сансета»[50]
- 2021 — «Будь со мной»[51]

Неофициальные альбомы и совместные проекты:
- 1985—1986, 1996 — Ночной проспект (featuring: Жанна Агузарова & Наташа Боржомова, Гуманитарная жизнь)
- 1999 — Жанна Агузарова и Сталкер «Марсианка»
- 1999 — Павел Кузин «Браво, Жанна»
- 2003 — Счастье придёт

### Песни в сборниках и саундтреках
- Саундтрек к фильму «Асса» (1987): песня «Чудесная страна» (Жанна Агузарова, Евгений Хавтан — Алексей Понизовский). Эта же песня звучит на финальных титрах фильма «Жмурки».
- Песня в исполнении Агузаровой «Старый отель» (Евгений Хавтан — Карен Кавалерьян) звучит по радио в фильме «Гуд бай, Ленин!».
- Песня в исполнении Агузаровой «Луч» (Жанна Агузарова — Александр Олейник) звучит в фильме «Одна любовь на миллион».

### Песни, написанные Жанной Агузаровой
- Мне хорошо рядом с тобой (музыка и слова: Жанна Агузарова)
- Зимушка (музыка и слова: Жанна Агузарова)
- Прикосновение к Есенину (музыка и слова: Жанна Агузарова)
- Вернись ко мне (музыка: Илья Спицын, Жанна Агузарова, слова: А. Лопарев)
- Орёл (музыка: Жанна Агузарова, слова: Сергей Пронин)
- Марина (музыка: Жанна Агузарова, слова: Александр Олейник)
- Звезда (музыка: Жанна Агузарова, слова: Александр Олейник)
- Незабудка (музыка: Жанна Агузарова, слова: Александр Олейник)
- Индустрия (музыка: Жанна Агузарова, слова: Александр Олейник)
- Один поцелуй моряка (музыка: Жанна Агузарова, слова: Александр Олейник)
- Луч (музыка: Жанна Агузарова, слова: Александр Олейник)

### Фильмография
- 1996 — «Старые песни о главном 2» — прогрессивная певица из США
- 2007 — «Звёздные каникулы» — агент-марсианка
- 2011 — «Тайна красной планеты» — Ки (озвучивание)
- 2022 — «Марш утренней зари» — ветеран сцены 3